# Natação no Campeonato Europeu de Esportes Aquáticos de 2021 - 400 m medley feminino
A prova dos 400 metros medley feminino da natação no Campeonato Europeu de Esportes Aquáticos de 2021 ocorreu no dia 17 de maio na Arena Danúbio, em Budapeste na Hungria. 

## Calendário
| Fase          | Data       | Hora  |
| ------------- | ---------- | ----- |
| Eliminatórias | 17 de maio | 10:00 |
| Final         | 17 de maio | 18:00 |

Todos os horários estão no horário local (UTC+1)

## Recordes
Antes desta competição, os recordes eram os seguintes:
|                       | Nadadora       | Tempo   | Local          | Data                |
| --------------------- | -------------- | ------- | -------------- | ------------------- |
| Recorde mundial       | Katinka Hosszú | 4:26.36 | Rio de Janeiro | 6 de agosto de 2016 |
| Recorde europeu       | Katinka Hosszú | 4:26.36 | Rio de Janeiro | 6 de agosto de 2016 |
| Recorde do campeonato | Katinka Hosszú | 4:30.90 | Londres        | 16 de maio de 2016  |

## Medalhistas
| Ouro                 | Prata                                                   |
| Katinka Hosszú (HUN) | Viktória Mihályvári-Farkas (HUN) · Aimee Willmott (GBR) |

## Resultados

### Eliminatórias
Esses foram os resultados das eliminatórias. 
| Pos. | Bateria | Raia | Nadadora                   | Nacionalidade        | Tempo   | Notas |
| ---- | ------- | ---- | -------------------------- | -------------------- | ------- | ----- |
| 1    | 2       | 4    | Katinka Hosszú             | Hungria              | 4:37.42 | Q     |
| 2    | 2       | 2    | Viktória Mihályvári-Farkas | Hungria              | 4:38.07 | Q     |
| 3    | 1       | 6    | Boglárka Kapás             | Hungria              | 4:40.03 |       |
| 4    | 1       | 4    | Aimee Willmott             | Reino Unido          | 4:40.19 | Q     |
| 5    | 2       | 6    | Zsuzsanna Jakabos          | Hungria              | 4:40.50 |       |
| 6    | 1       | 5    | Ilaria Cusinato            | Itália               | 4:40.82 | Q     |
| 7    | 2       | 3    | Anja Crevar                | Sérvia               | 4:41.14 | Q     |
| 8    | 2       | 7    | Catalina Corró             | Espanha              | 4:43.49 | Q     |
| 9    | 1       | 1    | Zoe Vogelmann              | Alemanha             | 4:43.51 | Q     |
| 10   | 2       | 5    | Sara Franceschi            | Itália               | 4:44.65 | Q     |
| 11   | 1       | 3    | Alba Vázquez               | Espanha              | 4:45.26 |       |
| 12   | 1       | 2    | Kim Herkle                 | Alemanha             | 4:46.86 |       |
| 13   | 2       | 1    | Katie Shanahan             | Reino Unido          | 4:47.28 |       |
| 14   | 1       | 7    | Giulia Goerigk             | Alemanha             | 4:48.36 |       |
| 15   | 2       | 8    | Iman Avdić                 | Bósnia e Herzegovina | 5:06.88 |       |

### Final
Esse foi o resultado da final. 
| Pos.             | Raia | Nadadora                   | Nacionalidade | Tempo   | Notas |
| ---------------- | ---- | -------------------------- | ------------- | ------- | ----- |
| Medalha de ouro  | 4    | Katinka Hosszú             | Hungria       | 4:34.76 |       |
| Medalha de prata | 5    | Viktória Mihályvári-Farkas | Hungria       | 4:36.81 |       |
| Medalha de prata | 3    | Aimee Willmott             | Reino Unido   | 4:36.81 |       |
| 4                | 6    | Ilaria Cusinato            | Itália        | 4:38.08 |       |
| 5                | 8    | Sara Franceschi            | Itália        | 4:40.74 |       |
| 6                | 2    | Anja Crevar                | Sérvia        | 4:40.84 |       |
| 7                | 1    | Zoe Vogelmann              | Alemanha      | 4:45.61 |       |
| 8                | 7    | Catalina Corró             | Espanha       | 4:46.03 |       |

Legenda
| Recorde mundial       | Recorde mundial (World record)               |                       | Recorde africano                      | Recorde africano (African) |                                           | Q | Classificado por posição (Qualified) |
| Recorde do campeonato | Recorde do campeonato (Championship record)  | Recorde da América    | Recorde da América (Americas)         | q                          | Classificado por melhor tempo (Qualified) |   |                                      |
| Melhor marca do ano   | Melhor marca do ano (World leading)          | Recorde asiático      | Recorde asiático (Asian)              | DNS                        | Não largou (Did not start)                |   |                                      |
| Recorde nacional      | Recorde nacional (National record)           | Recorde europeu       | Recorde europeu (European)            | DNF                        | Não terminou (Did not finish)             |   |                                      |
| Recorde pessoal       | Recorde pessoal do atleta (Personal best)    | Recorde da Oceania    | Recorde da Oceania (Oceania)          | DSQ / DQ                   | Desclassificado (Disqualified)            |   |                                      |
| Recorde da temporada  | Recorde da temporada do atleta (Season best) | Recorde sul-americano | Recorde sul-americano (South America) | NM                         | Sem marca (No mark)                       |   |                                      |